# Hardy (fiske)
Hardy är en brittisk tillverkare av utrystning för flugfiske. Det var tidigare ett eget företag grundat 1872 men är efter flera ägarskiften och namnbyten ett varumärke och en del av det amerikanska Pure Fishing, som också äger svenska Abu Garcia.                     
Huvuddelen av tillverkningen sker i Alnwick, Northumberland i nordligaste England.
Företaget har egen tillverkning av splitcaneflugspön,  flugrullar, fluglinor och fiskeflugor. Hardy anses vara de första som tillverkade det sexkantiga bambuspö kom att kallas splitcane. Mest kända produkt är en flugrulle, "The Perfect", som först introducerades 1888. Den tillverkades med små ändringar under nästan 100 år och kom att kopieras av många andra tillverkare. Tidiga exemplar kan kosta 100 000-tals kronor på auktion.